# Scottish Claymores

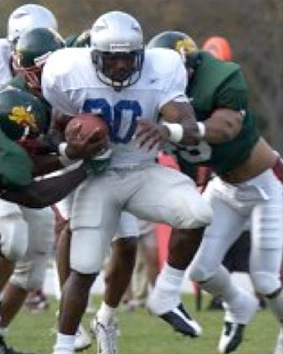
Hráč týmu Claymores

Scottish Claymores byl profesionální tým amerického fotbalu, který vznikl v roce 1995, jako jeden z nových týmů do evropské NFL. Působil v letech 1995-2004 v NFL Europe League, byl rivalem týmu London Monarchs.V roce 1996 vyhráli World Bowl, ve kterém porazili tým Frankfurt Galaxy 32:27. V roce 2004 odehráli poslední sezónu, po níž byli nahrazeni německým týmem Hamburg Sea Devils.